# Внутрішній конфлікт у Сиракузах (321 – 317)
Внутрішній конфлікт у Сиракузах (321 – 317) – боротьба різних угруповань у давньогрецькому місті Сиракузи, котра завершилась приходом до влади тирана Агафокла.

Мапа Південної Італії, на якій зокрема позначені згадані у статті Кротон, Регій, Мессана, Сиракузи, Гела та Агригент

## Передумова подій
У 330-х роках до н.е. в Сиракузах встановився олігархічний режим, коли до влади прийшла Рада шестисот, яка представляла найзаможніші родини міста. Така форма правління зустрілась зі значною опозицією, що в підсумку вилилось у збройну боротьбу. 
В 322 р. до н.е. володарі Сиракуз виступили у похід проти південноіталійського міста Регій (на завершенні півострова Калабрія, на східній стороні Мессінської протоки). Вони збирались встановити тут так само олігархічний режим, проте на допомогу регіянам прийшов Агафокл. За кілька років до того він покинув рідні Сиракузи, ображений нехтуванням його успіхів в кампанії по допомозі у захисті Кротона (ще одне місто в Калабрії) від бруттіїв. Тепер Агафокл командував загоном, складеним з вигнанців із різноманітних італійських міст. 

## Війна 321 – 319 років до н.е.
У 321 р. до н.е. олігархічний режим у Сиракузах усунули від влади, а його лідера Сострата та багатьох прихильників відправили у вигнання. Вони знайшли притулок в інших сицилійських містах та разом з карфагенянами (котрі володіли західною частиною острова) почали війну з новою владою Сиракуз.

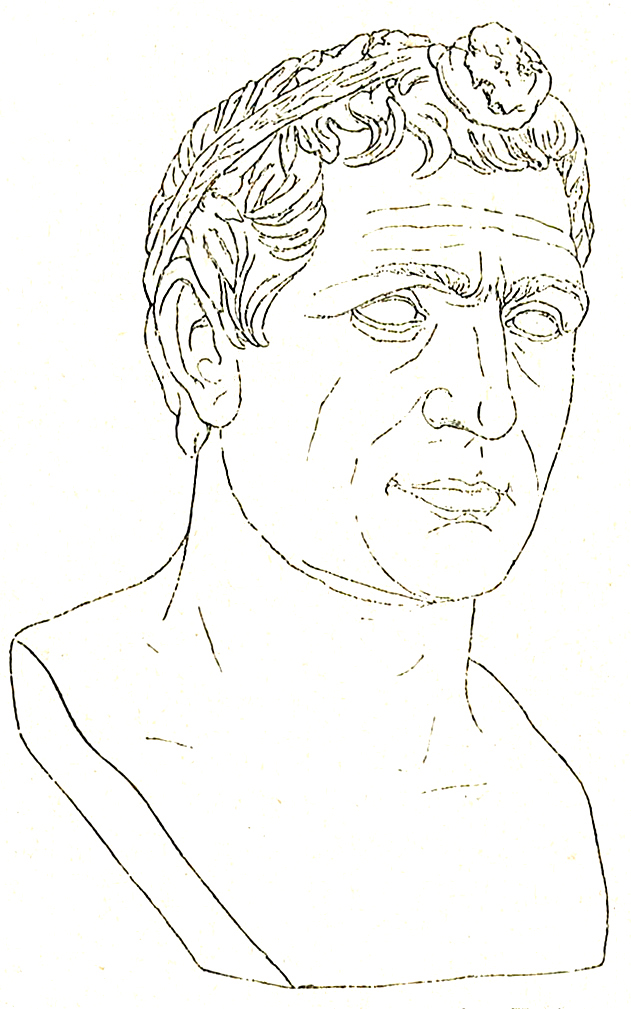
Тиран Сиракуз Агафокл

Діодор згадує про численні запеклі сутички між сторонами та приводить детальний опис одного з боїв. Коли сиракузяни стали табором під Гелою (східна частина південного узбережжя Сицилії), Агафокл із загоном у тисячу осіб організував нічний напад на це місто. Йому вдалось проникнути всередину, проте там їх зустріли переважаючі сили вигнанців під командуванням Сострата. Вони перебили три сотні нападників та поставили у складне становище інших, котрі могли відступати лише через один вузький прохід. У подальшому бою Агафокл не лише відважно бився та отримав сім ран, але й вигадав хитрість, котра врятувала залишки загону. Він наказав трубачам обійти місто з двох сторін та подати сигнали. Переслідувачі, які вийшли з Гели, подумали про загальний штурм міста сиракузянами та поспішили у напрямках, звідки чулись звуки труб.  
У 319 р. до н.е. сиракузяни уклали мир з карфагенянами та вигнанцями, за умовами якого останнім дозволили повернутись у місто. 

## Переворот 317 р. до н.е.
Ще до завершення громадянської війни Агафокла звинуватили у спробі встановити тиранію. Коринфський полководець Акесторід, котрого запросили до Сиракуз для керівництва військовими діями, наказав йому полишити місто, при цьому влаштувавши на дорозі засідку. Втім, Агафокл здогадався про небезпеку та втік у лахміттях, виславши по дорозі раба у своїх обладунках. Зібравши у внутрішніх районах острова загін, він почав набіги як на карфагенян, так і на колишніх співвітчизників. У підсумку, останні погодились повернути його до Сиракуз. 
Потім Агафокла обрали командувачем операції проти бунтівників, котрі діяли у внутрішніх районах. Комплектуючи військо, Агафокл зарахував до нього тих людей, котрі вже служили разом з ним під час війни з вигнанцями та карфагенянами. Таким чином він отримав лояльну до нього військову силу з 3 тисяч осіб, що разом з підтримкою серед бідноти дозволяло сподіватись на перемогу над суперниками у збройному зіткненні.
Наступним кроком стала організація зустрічі з керівниками олігархічної партії, котрі прийшли на неї з чотирма десятками своїх прихильників. Це лише зіграло на руку Агафоклу, котрий зміг заявити, що саме проти нього планувалась змова. Відчувши підтримку збудженого натовпу, він віддав своїм солдатам наказ вбивати членів Ради шестисот та їх прибічників. По місту почалась різанина. Прихильники олігархії були захоплені настільки зненацька, що часто гинули, коли просто виходили зі своїх будинків поцікавитись шумом, який піднявся у місті (загинуло навіть чимало не пов’язаних з жодною партією громадян, котрі просто хотіли дізнатись про причини заворушень).
Під час цієї жахливої різанини загинуло біля 4 тисяч осіб, тоді як багатьох затримали біля зачинених брам і кинули до в’язниці. Втім, 6 тисячам сиракузян все-таки вдалось перелізти через мури та втекти до інших міст. Надалі найбільш ворожі до Агафокла з числа бранців були страчені, тоді як інших також змусили покинути місто. Так в Сиракузах встановилась тиранія. 
У наступні роки Агафокл вступив у боротьбу з сицилійськими містами, котрі надали притулок вигнанцям – Мессаною, Акрагантом, Гелою. Враховуючи позицію карфагенян, це в підсумку призвело у 311 р. до н.е. до початку великої війни між сиракузьким правителем та Карфагеном.  